# Centre de congrès de Turku
Le centre d'expositions et de congrès de Turku  (en finnois : Turun Messukeskus) est un centre d'expositions et de congrès situé dans le quartier d'Artukainen à Turku en Finlande,.

## Présentation
La construction du centre s'achevée en 1989. 
Le centre d'exposition dispose de trois grandes salles d'exposition avec un total de 12 000 m2. 
En 2018, le hall et les 5 salles de réunion ont été renovées. 
Le centre dispose aussi d'un auditorium d'une capacité de 500 personnes.
Le centre loue des équipements et des technologies de foire commerciale, conçoit des décors d'exposition, construit des stands de foire pour son propre bâtiment et pour des événements exterieurs. 
L'exploitation du Messukeskus est sous la responsabilité de la société Turun Messukeskus Oy, dont le principal propriétaire est la chambre de commerce de Turku (en finnois : Turun kauppakamari). 
Les autres principaux propriétaires sont la ville de Turku et ProAgria Farma.

## Évènements du centre de congrès
Les événements organisés à Turku Messukesku sont, entre-autres: 
- Foire du livre de Turku (fi)
- Maata näkyvissä (fi)
- RekryExpo
- Turun Talouspäivät: Säästä & Sijoita
- Rakenna & Sisusta
- Turun Ruoka- ja Viinimessut
- Venexpo
- Navigate
- Osaava Nainen
- Caravan Show
- Turun Taide- ja Antiikkimessut
- Piha & Puutarha
- Mökki & Meri